# Eric Jespersen
Eric Albert Jespersen (Port Alberni, 18 de octubre de 1961) es un deportista canadiense que compitió en vela en la clase Star.
Participó en dos Juegos Olímpicos de Verano, en los años 1992 y 1996, obteniendo una medalla de bronce en Barcelona 1992, en la clase Star (junto con Ross MacDonald).
Ganó una medalla de oro en el Campeonato Mundial de Star de 1994 y una medalla de oro en el Campeonato Europeo de Star de 1995.

## Palmarés internacional
| \| Juegos Olímpicos \| Juegos Olímpicos \| Juegos Olímpicos \| Juegos Olímpicos \| \| Año \| Lugar \| Medalla \| Clase \| \| ----------------------- \| -------------------------- \| ----------------- \| ---------------- \| \| 1992 \| Barcelona (España) \| Medalla de bronce \| Star \| \| Campeonato Mundial \| \| \| \| \| Año \| Lugar \| Medalla \| Clase \| \| 1994 \| San Diego (Estados Unidos) \| Medalla de oro \| Star \| \| Campeonato Europeo[n 1] \| \| \| \| \| Año \| Lugar \| Medalla \| Clase \| \| 1995 \| Cascaes (Portugal) \| Medalla de oro \| Star \| |                            |                   |       |
| Juegos Olímpicos |                            |                   |       |
| Año | Lugar                      | Medalla           | Clase |
| 1992 | Barcelona (España)         | Medalla de bronce | Star  |
| Campeonato Mundial |                            |                   |       |
| Año | Lugar                      | Medalla           | Clase |
| 1994 | San Diego (Estados Unidos) | Medalla de oro    | Star  |
| Campeonato Europeo |                            |                   |       |
| Año | Lugar                      | Medalla           | Clase |
| 1995 | Cascaes (Portugal)         | Medalla de oro    | Star  |

1. ↑  En algunas ediciones del Campeonato Europeo se permitió la participación de regatistas de otros continentes.